# East Hampton North
East Hampton North es un lugar designado por el censo (o aldea) ubicado en el condado de Suffolk en el estado estadounidense de Nueva York. En el año 2000 tenía una población de 3.587 habitantes y una densidad de 248,3 personas por km².

## Geografía
East Hampton North se encuentra ubicada en las coordenadas 40°58′16″N 72°11′20″O / 40.97111, -72.18889. Según la Oficina del Censo, la ciudad tiene un área total de 14,4 km² (5,6 mi²), de la cual 14,4 km² (5,6 mi²) es tierra y 0 km² (0 mi²) (0%) es agua.

## Demografía
Según la Oficina del Censo en 2000 los ingresos medios por hogar en la localidad eran de $45.347, y los ingresos medios por familia eran $55.357. Los hombres tenían unos ingresos medios de $38.566 frente a los $29.750 para las mujeres. La renta per cápita de la localidad era de $25.725. Alrededor del 10.3% de la población estaban por debajo del umbral de pobreza.